# 張秀葉
張秀葉（1960年11月22日—）是台灣支持統一的政治人物。愛國同心會秘書長。

## 生平
來自中國上海、曾接受公視導演蔡崇隆採訪，錄製「中國新娘在台灣」的紀錄片。自稱1992年嫁來台灣，其後聲稱家暴而訴請離婚；但前夫反駁，指當年張女登報徵婚，2人多次通信後結婚，婚後張卻不履行同居義務，最後對簿公堂。 
在台北101大樓針對法輪功團體「製造政治暴力」、高呼支持中國共產黨的政治口號。部分報導更指出其「公然煽動種族歧視、惡言汙衊歐美人士或以外語交談的路人」，多被認為是製造政治暴力的累犯。2014年10月，張被報與蕭勤毆打台灣嘉義籍女遊客。
2015年1月3日，同心會舉團與獨派團體在101大樓前對峙時，称「我們就是要中國共產黨來消滅你們法輪功！」。2015年1月19日，張變本加厲侮辱法輪功團體，且當眾宣示「信義分局長換10個也沒用」，並攻擊法輪功成員未遂被員警勸阻。
2015年3月6日，張等人到台北101大樓抗議，因車輛違停不服警方勸導，警方強勢將車輛拖回。張本人亦因不服警方取締，與在場3人與警方發生爭執，隨即遭警方逮捕帶回偵辦。
於2018年中華民國直轄市議員及縣市議員選舉中，涉嫌以餐會賄選，並且其資金來源亦被懷疑是境外資金。
2022年3月8日，二審被判在2018年犯賄選，刑期3年5個月。。

## 犯罪
2022年7月，張秀葉因2018年九合一地方選舉參選台北市議員，以辦餐會方式賄選，最高法院駁回其上訴，依違反公職人員選舉罷免法判刑3年5月定讞。另因愛國同心會涉犯國家安全法一案，於偵查期間便已潛逃中華人民共和國，並遭通緝，如今賄選案判刑確定，檢方將就行刑權對她重新發布通緝，時效直到2062年。

## 選舉紀錄
| 年度 | 選舉屆數               | 選舉區           | 所屬政黨       | 得票數 | 得票率 | 當選標記 |
| ---- | ---------------------- | ---------------- | -------------- | ------ | ------ | -------- |
| 2018 | 第十三屆台北市議員選舉 | 臺北市第五選舉區 | 中國民主進步黨 | 286    | 0.15%  |          |

## 資料來源
1. 1 2  辱警張秀葉 中國嫁來台 （页面存档备份，存于）
2. ↑  .   [2014-08-30]. （原始内容存档于2015-07-09）.
3. ↑  .   [2015-01-21]. （原始内容存档于2015-01-28）.
4. ↑  . 《蘋果日報》. 2015-03-06  [2015-09-29]. （原始内容存档于2015-09-29） （中文（臺灣））.
5. ↑  陳志賢. . 《中國時報》. 2018-11-12  [2019-01-17]. （原始内容存档于2019-01-19） （中文（臺灣））.
6. ↑  劉世怡. . 中央社. 2022-03-08  [2022-07-08]. （原始内容存档于2022-07-16） （中文（臺灣））.
7. ↑  愛國同心會秘書長張秀葉賄選定讞 通緝40年直到2062 （页面存档备份，存于） 2022-07-25 聯合報